# Neumayer-Station II
Het Neumayer-Station II was een Duits onderzoeksstation op Antarctica. Het werd bevoorraad door de ijsbreker Polarstern dat ook een onderzoeksschip is. Het station was naar de Duitse geofysicus Georg von Neumayer genoemd.
Het onderzoeksstation werd geopend in 1992 en bleef tot 2009 actief waarna het vervangen werd door het Neumayer-Station III.

## Zie ook

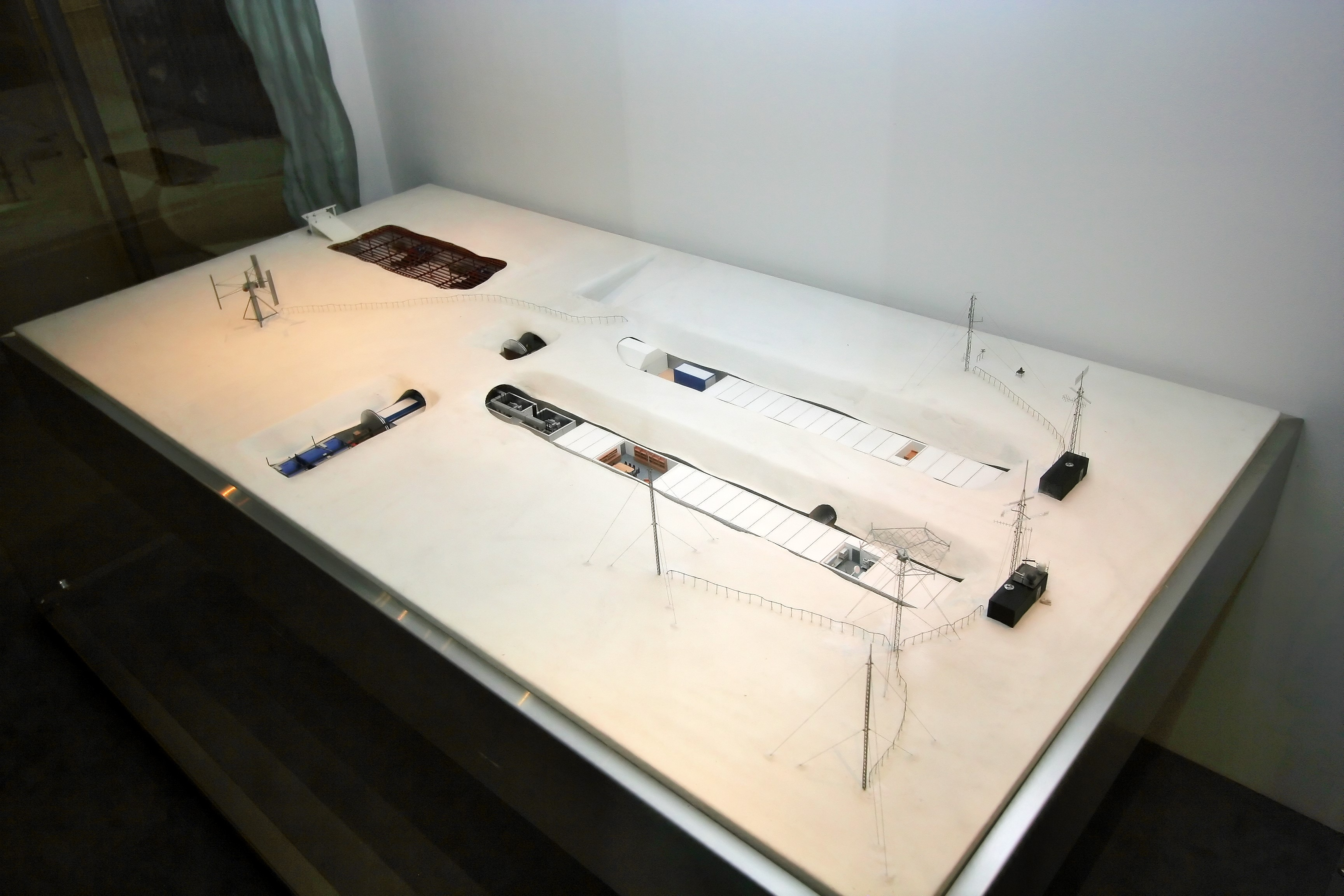
Model van het station in een museum in Bonn.